# Lucé (Orne)
Pour les articles homonymes, voir Lucé.
Lucé est une ancienne commune française du Passais, située dans le département de l'Orne en région Normandie, devenue le 1er janvier 2016 une commune déléguée au sein de la commune nouvelle de Juvigny Val d'Andaine.
Elle est peuplée de 79 habitants.

## Géographie
| Domfront (comm. nouv. de Domfront-en-Poiraie)          | Domfront (comm. nouv. de Domfront-en-Poiraie)               | La Baroche-sous-Lucé (comm. nouv. de Juvigny-Val-d'Andaine) |
| Domfront (comm. nouv. de Domfront-en-Poiraie), Avrilly | Lucé                                                        | La Baroche-sous-Lucé (comm. nouv. de Juvigny-Val-d'Andaine) |
| Avrilly                                                | La Baroche-sous-Lucé (comm. nouv. de Juvigny-Val-d'Andaine) | La Baroche-sous-Lucé (comm. nouv. de Juvigny-Val-d'Andaine) |

## Toponymie
Le nom de la localité est attesté sous les formes Luciacus en 616 et Luciaco avant le XIe siècle.
Il s'agit d'une formation gauloise ou gallo-romaine en -(i)acum, suffixe locatif d'origine gauloise désignant également la propriété. Le premier élément Luc(i)- représente sans doute un anthroponyme, soit Lucius latin, gallo-romain ou gaulois.
Remarque : Xavier Delamarre identifie dans les noms de personnes très fréquents en Gaule Lucus, Lucius, Lucco, etc. un substantif gaulois Luco- / Loco- qui signifie peut-être « loup ». Le latin Lucius pourrait être dans certains cas une réinterprétation de ce nom. La première dédicace de l'église à saint Loup (et saint Gilles) n'est peut-être pas une simple coïncidence.
Le gentilé est Lucéen.

## Histoire
Au IVe siècle, saint Liboire, évêque du Mans fit bâtir l'église de Lucé « Fecit ecclesias de luciaco », dans une campagne d'évangélisation. Plus tard, elle fut érigée sous les patrons saint Loup et saint Gilles. Aujourd'hui encore, l'église est dédiée à saint Gilles. Elle fut reconstruite au XVIIe siècle.
La paroisse de Lucé formait à ses débuts une baronnie, propriété de la famille de Lucé et dépossédée sous Philippe-Auguste. Celle-ci comprenait dix-neuf fiefs, situés sur les paroisses de Lucé, La Baroche, Saint-Front, et Avrilly. Le moulin principal était celui de Bazeille, sur le ruisseau du même nom. On trouvait à Lucé trois principaux manoirs : Cheviers, la Brisollière et la Chauvière. Plusieurs grandes familles sont originaires de cette paroisse ou s'y sont établies, en particulier, les de Lucé, mais aussi les de Royers, les Silleur.
Au milieu du XIIe siècle, Lucé appartient à Richard de Lucé. Quand la famille de Lucé est dépossédée de ses terres, le fief est alors remis à Robert de Quincé. Depuis cette époque, Lucé est confondu avec la vicomté de Domfront.
À l'origine, Perrou faisait partie intégrante de la paroisse de Lucé. Ce n'est qu'en 1853 que les paroisses furent distinguées. Puis, en 1886, la commune de Perrou est créée, se séparant ainsi définitivement de Lucé.
Le 1er janvier 2016, Lucé intègre avec six autres communes la commune de Juvigny-Val-d'Andaine créée sous le régime juridique des communes nouvelles instauré par la loi no 2010-1563 du 16 décembre 2010 de réforme des collectivités territoriales. Les communes de La Baroche-sous-Lucé, Beaulandais, Juvigny-sous-Andaine, Loré, Lucé, Saint-Denis-de-Villenette et Sept-Forges deviennent des communes déléguées et Juvigny-sous-Andaine est le chef-lieu de la commune nouvelle.

## Politique et administration
| Période                                  | Période       | Identité            | Étiquette | Qualité     |
| ---------------------------------------- | ------------- | ------------------- | --------- | ----------- |
| juin 1995                                | décembre 2015 | Jean-Marie Dumesnil | SE        | Agriculteur |
| Les données manquantes sont à compléter. |               |                     |           |             |

Le conseil municipal était composé de sept membres dont le maire et un adjoint. Ces conseillers intègrent au complet le conseil municipal de Juvigny-Val-d'Andaine le 1er janvier 2016 jusqu'en 2020 et Jean-Marie Dumesnil devient maire délégué.

## Démographie
En 2021, la commune comptait 79 habitants. Depuis 2004, les enquêtes de recensement dans les communes de moins de 10 000 habitants ont lieu tous les cinq ans (en 2004, 2009, 2014, etc. pour Lucé) et les chiffres de population municipale légale des autres années sont des estimations.
Lucé a compté jusqu'à 949 habitants en 1876, dix ans avant la scission de Perrou. Elle est en 2008 la commune la moins peuplée du canton de Juvigny-sous-Andaine.
| 1793 | 1800 | 1806 | 1821 | 1831 | 1836 | 1841 | 1846 | 1851 |
| ---- | ---- | ---- | ---- | ---- | ---- | ---- | ---- | ---- |
| 584  | 598  | 571  | 552  | 630  | 659  | 593  | 650  | 661  |

| 1856 | 1861 | 1866 | 1872 | 1876 | 1881 | 1886 | 1891 | 1896 |
| ---- | ---- | ---- | ---- | ---- | ---- | ---- | ---- | ---- |
| 598  | 587  | 590  | 747  | 949  | 903  | 301  | 274  | 275  |

| 1901 | 1906 | 1911 | 1921 | 1926 | 1931 | 1936 | 1946 | 1954 |
| ---- | ---- | ---- | ---- | ---- | ---- | ---- | ---- | ---- |
| 245  | 247  | 244  | 201  | 199  | 189  | 192  | 182  | 200  |

| 1962 | 1968 | 1975 | 1982 | 1990 | 1999 | 2004 | 2009 | 2014 |
| ---- | ---- | ---- | ---- | ---- | ---- | ---- | ---- | ---- |
| 186  | 152  | 136  | 129  | 125  | 103  | 102  | 83   | 71   |

| 2018 | - | - | - | - | - | - | - | - |
| ---- | - | - | - | - | - | - | - | - |
| 76   | - | - | - | - | - | - | - | - |

## Lieux et monuments
- Église Saint-Gilles, du XVIIe siècle, à clocher-mur.
- Motte féodale, à 50 m au sud de l'église, surnommée « la Colline ». Le tertre, planté de hêtres, mesure environ 40 m de diamètre[11],[12].

## Personnalités liées à la commune
- Richard de Lucé, mort en 1179. Grand justicier du royaume d'Angleterre sous le roi Henri II.